# Masaki Cučihaši
Masaki Cučihaši (japonsko 土橋 正樹), japonski nogometaš, * 23. julij 1972.
Za japonsko reprezentanco je odigral eno uradno tekmo.